# يوهان دانيال شايد
يوهان دانيال شايد (بالألمانية: Johann Daniel Schade) (و. 1730 – 1798 م) هو مهندس معماري من ألمانيا . ولد في فيليكي نوفغورود .
توفي في دريسدن .